# Evgueni Lebedev
Pour les articles homonymes, voir Lebedev.
Evgueni Alekseïevitch Lebedev (en russe : Лебедев, Евгений Алексеевич), né le 15 janvier 1917 à Balakovo, alors dans l'Empire russe, et mort le 9 juin 1997 à Saint-Pétersbourg, est un acteur soviétique dont la majeure partie de la carrière s'est déroulée au Théâtre Tovstonogov. Il joue aussi au cinéma et travaille dans le doublage des films.

## Biographie
Fils d'un pope, Evgueni Lebedev naît à Balakovo, mais en 1927 sera confié à son grand-père vivant à Samara où il suivra sa scolarité et entrera en apprentissage à l'usine Kinape («Кинап»), un fabricant de matériel audiovisuel. Il découvre le théâtre amateur au sein de son entreprise. En 1932, il suit une formation d'art dramatique proposée par le Théâtre de la jeunesse ouvrière et l'année suivante part s'installer à Moscou. En 1936-1937, il étudie à l'Académie russe des arts du théâtre, puis à l'école de théâtre Taïrov dont il est diplômé en 1940. Entretemps, en 1937, son père est arrêté et déporté, victime des Grandes Purges. Evgueni ne le reverra plus, car il sera fusillé à l'aube de la Grande Guerre patriotique.
Sa carrière d'acteur commence en 1940, au Théâtre du jeune spectateur de Tbilissi dont il devient rapidement acteur principal. Parmi ses premiers rôles sont Pavel Kortchaguine dans l'adaptation Et l'Acier fut trempé... de Nikolaï Ostrovski et Sergueï Tioulenine de  La Jeune Garde d'Alexandre Fadeïev, les héros de Denis Fonvizine, Alexandre Ostrovski et même Baba Yaga. Ici, il se lie d'amitié avec Gueorgui Tovstonogov.
Lors de la Seconde Guerre mondiale, Lebedev avec une brigade d'artistes se rend directement sur la ligne de front, donnant les représentations visant à soutenir les soldats soviétiques. Il sera décoré de la médaille pour la Défense de Caucase et la médaille pour le vaillant travail pendant la Grande Guerre Patriotique 1941-1945. De retour à la vie civile, il enseigne à l'Université d'État de théâtre et de cinéma Chota Roustavéli.
En 1949, il est invité dans la troupe du Théâtre du Komsomol de Leningrad (ru) par Tovstonogov qui vient d'en prendre la direction. Il y débute en incarnant Sania Grigoriev dans l'adaptation des Deux capitaines de Benjamin Kaverine. En 1950, pour le rôle de Staline dans le spectacle D'une étincelle il est récompensé par le prix Staline de la Ire classe. En 1956, avec son ami Tovstonogov, il quitte ce théâtre pour le Grand Théâtre dramatique Gorki auquel il restera fidèle jusqu'à la fin de sa vie. Il enseigne également à l'Académie des arts du théâtre de Saint-Pétersbourg où il est nommé maître de conférences en 1958.
Mort le 9 juin 1997, l'artiste est enterré à la passerelle des Écrivains du cimetière Volkovo de Saint-Pétersbourg.

## Récompenses
- Artiste du peuple de l'URSS (1968)
- Héros du travail socialiste (1987)
- ordre de Lénine (1986)
- ordre du Mérite pour la Patrie (1997)
- ordre du Drapeau rouge du Travail (1977)
- prix Lénine (1971, 1987)
- prix Staline (1950) : pour le rôle de Staline dans le spectacle D'une étincelle de Shalva Dadiani
- prix d'État de l'URSS (1968) : pour le rôle dans le spectacle Les Petits Bourgeois de Maxime Gorki

## Filmographie partielle
- 1953 : Rimski-Korsakov (Римский-Корсаков) de Gennadi Kazansky et Grigori Rochal : Kochtcheï dans l'opéra Kachtcheï l'immortel
- 1955 : Histoire inachevée (Неоконченная повесть) de Fridrikh Ermler : secrétaire du comité du district
- 1957 : L'Orage de Mikhail Dubson
- 1965 : Le Train de la clémence d'Iskander Khamrayev
- 1965 : Je vais au-devant de l'orage (Иду на грозу, Idu na grozu) de Sergueï Mikaelian : Agatov
- 1967 : Pas de gué dans le feu (В огне брода нет, V ogne broda net) de Gleb Panfilov : colonel de l'armée blanche
- 1967 : Les Noces à Malinovka (Свадьба в Малиновке) d'Andreï Toutychkine : Nechipor
- 1969 : Un amour de Tchekhov (Сюжет для небольшого рассказа) de Sergueï Ioutkevitch : Pavel Tchekhov
- 1970 : Le Début (Начало, Natchalo) de Gleb Panfilov : Pierre Cauchon
- 1970 : Les Aventures de la petite valise jaune (Приключения жёлтого чемоданчика) d'Ilia Frez : médecin
- 1977 : Fantaisies de Vyesnukhine (Фантазии Веснухина, Fantasii Vesnoukhina) de Valeri Khartchenko (ru) : clown
- 1979 : La vie est belle (Жизнь прекрасна, Zhyzn prekrasna) de Grigori Tchoukhraï : Rostão
- 1979 : Interrogatoire (ru) (Допрос, Dopros) de Rasim Ojagov : prisonnier